# Gurendes
Gurendes es una localidad del concejo de Gurendes-Quejo, que está situado en el municipio de Valdegovía, en la provincia de Álava, País Vasco (España).

## Localización
Gurendes se encuentra a un par de kilómetros de la capital del municipio, Villanueva de Valdegovía, desde el cual se accede por la carretera A-2622.

## Geografía
La localidad es atravesada por el río Omecillo y se encuentra en un valle predominantemente verde y junto a las laderas que ascienden hacia los montes de la sierra de Árcena.
Tiene tres barrios en diferentes altitudes, siendo el principal núcleo el barrio medio, en el que se encuentra la iglesia. La planta alargada del pueblo corresponde al curso final del arroyo Valdelagua, que desemboca en el barrio bajo de Gurendes en el Omecillo, afluente del Ebro.

## Historia
Hacia mediados del siglo XIX, el lugar, ya por entonces perteneciente a Valdegovía, tenía contabilizada una población de 135 habitantes. Aparece descrito en el noveno volumen del Diccionario geográfico-estadístico-histórico de España y sus posesiones de Ultramar de Pascual Madoz con las siguientes palabras:

GURENDES: l. del ayunt. y valle de Valdégovia en la prov. de Alava (Vitoria 6 leg), part. jud. de Añana (2 1/2), aud. terr. y dióc. de Burgos (14), y c. g. de las Provincias Vascongadas. sit. en piso montuoso, clima templado, combatido de todos los vientos especialmente del N.; se padecen algunos constipados. Tiene 27 casas separadas unas de otras, de modo que forman 3 barrios. hay escuela de niños dotada con 14 fan. de trigo: igl. parr. (San Miguel Arcángel), servida por un cura párroco y un sacristan; en el casco de la pobl. hay dos fuentes, yen el térm. varias, de aguas saludables. Confina el térm. N. Valluerca; E. Villanueva; S. Nograzo, y O San Millan. El terreno es de mediana calidad, bastante montuoso y poblado, especialmente el monte de Arcena: le atraviesa de O. á E. el r. Homecillo, que nace en la montaña del l. de Bóveda, y tiene un puente para su paso. caminos: el carretil que empalma con la carretera de Bilbao á Madrid. La correspondencia se recibe y despacha los miércoles y sábados de cada semana, de Miranda de Ebro, por balijero. prod.: trigo, cebada, maiz, avena, patatas y frutas: cria de ganado lanar y cabrio; caza de perdices y codornices, y pesca de truchas. ind.: ademas de la agricultura y ganaderia, dos molinos harineros y una sierra de agua. pobl.: 23 vec. 135 alm. contr.: con el valle (V.).
(Madoz, 1847, p. 146)

## Demografía
En 2023, la entidad singular de población tenía empadronados 35 habitantes y el núcleo de población, 34.
| Gráfica de evolución demográfica de Gurendes entre 2000 y 2017 |
|                                                                |
| Población de derecho según los censos de población del INE.    |

## Patrimonio

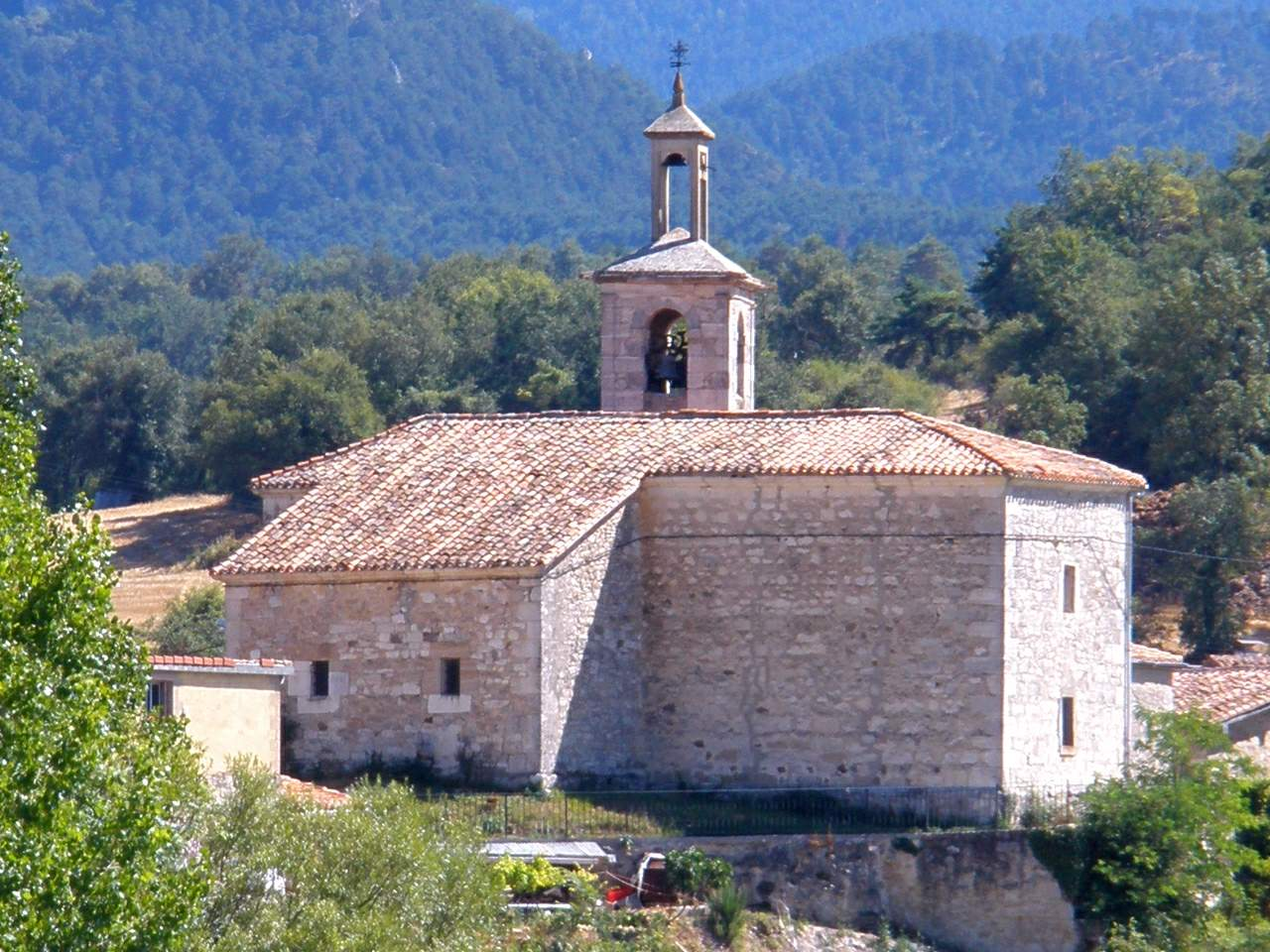
Iglesia de San Miguel

Hay en el concejo una iglesia de San Miguel.